# 도쿄 메트로 후쿠토신선
도쿄 지하철 후쿠토신선(東京地下鉄副都心線)은 사이타마현 와코시의 와코시 역에서 도쿄도 시부야구의 시부야역까지를 잇는 도쿄 지하철(도쿄 메트로)의 철도 노선이다. 한국어 한자음으로 부도심선이라고 부르기도 한다. 노선도나 직결 안내에 사용되는 노선 색은 ○갈색이다.
도쿄 메트로에서 가장 최근에 개통한 노선으로, 2008년 6월 14일에 개통하였다.

## 개요
당초에 도쿄 지하철 13호선은 도쿄권의 철도망 정비계획에 도쿄 13호선으로서 구상되었던 것으로, 1972년의 도시교통심의회 답신 제15호에 의해 사이타마 현의 시키에서 와코 시, 나리마스, 무카이하라, 이케부쿠로, 히가시이케부쿠로, 메지로히가시, 스와초, 히가시오쿠보를 경유해 신주쿠에 이르는 노선으로서 처음 제안되었다. 그 후 1985년의 운수정책심의회 답신 제7호에서는 이케부쿠로 이남의 남하에 대해 종점을 시부야로 하는 것이 나타났다.
그동안 시키 역에서 와코 시 역 간은 도부 도조 선의 복복선화를 실시하였으며, 또한 와코 시역 ~ 고타케무카이하라 역간은 유라쿠초 선으로서, 고타케무카이하라 역 ~ 이케부쿠로 역(신선 이케부쿠로 역)간은 유라쿠초 신선으로서 각각 개통하였다(단 센카와 역과 가나메초 역 2역은 미개통). 이후 2008년 6월 14일에 이케부쿠로~시부야 간이 개통되었다. 코타케무카이하라 ~ 이케부쿠로 간은 사실상 유라쿠초 선의 일부가 되어 있다(‘유라쿠초 신선’ 혹은 그저 ‘신선’이라고 안내된다).
2013년 3월 16일 이후로 고타케무카이하라 역에서 도부 도조 선(유라쿠초 신선 경유)·세이부 이케부쿠로 선 (세이부 유라쿠초 선 경유), 시부야 역으로부터 도쿄 급행 전철 도요코 선·요코하마 고속 철도 미나토미라이 선으로의 직결 운행이 시행되고 있다.

## 역사
일부 역사는 도쿄 지하철 유라쿠초 선과 중복된다.
- 1983년 6월 24일: 유라쿠초 선으로서 영단 나리마스 역 (현재: 지하철 나리마스 역) ~ 고타케무카이하라 역 구간이 개통.
- 1987년 8월 25일: 유라쿠초 선으로서 와코 시 역 ~ 영단 나리마스 역 구간이 개통.
- 1994년 12월 7일: 도쿄 지하철 유라쿠초 신선으로서 고타케무카이하라 역 ~ 이케부쿠로 역(개통 당시에는 신선 이케부쿠로 역) 개통.
- 2008년 6월 14일: 이케부쿠로 역 ~ 시부야 역 구간이 개통, 센카와 역, 가나메초 역이 영업 개시.
- 2013년 3월 16일: 도쿄 급행 전철 도요코 선과 직결 운행 개시[2].

### 유라쿠초 신선

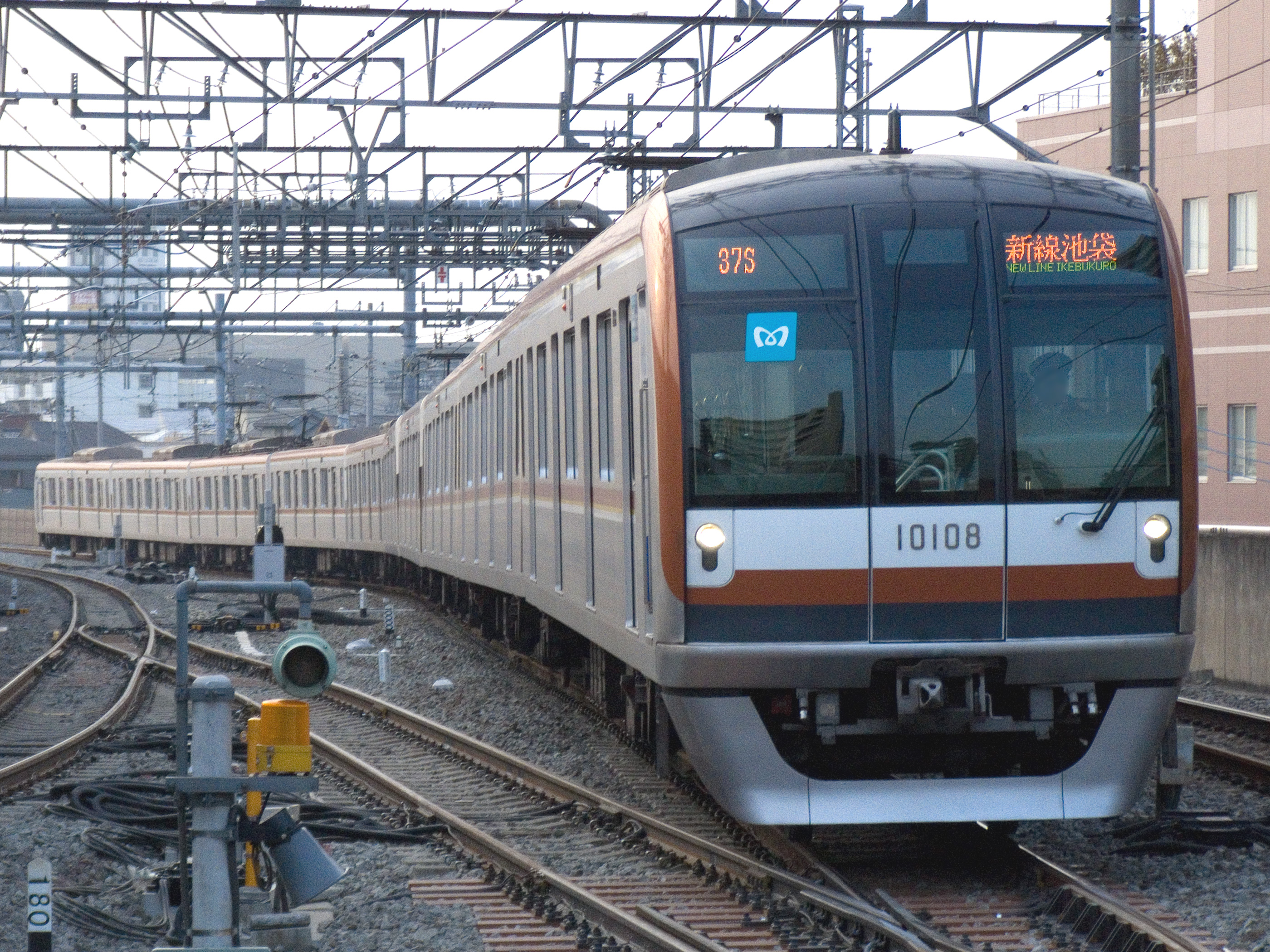
신선 이케부쿠로 행 열차(도쿄 지하철 10000계)

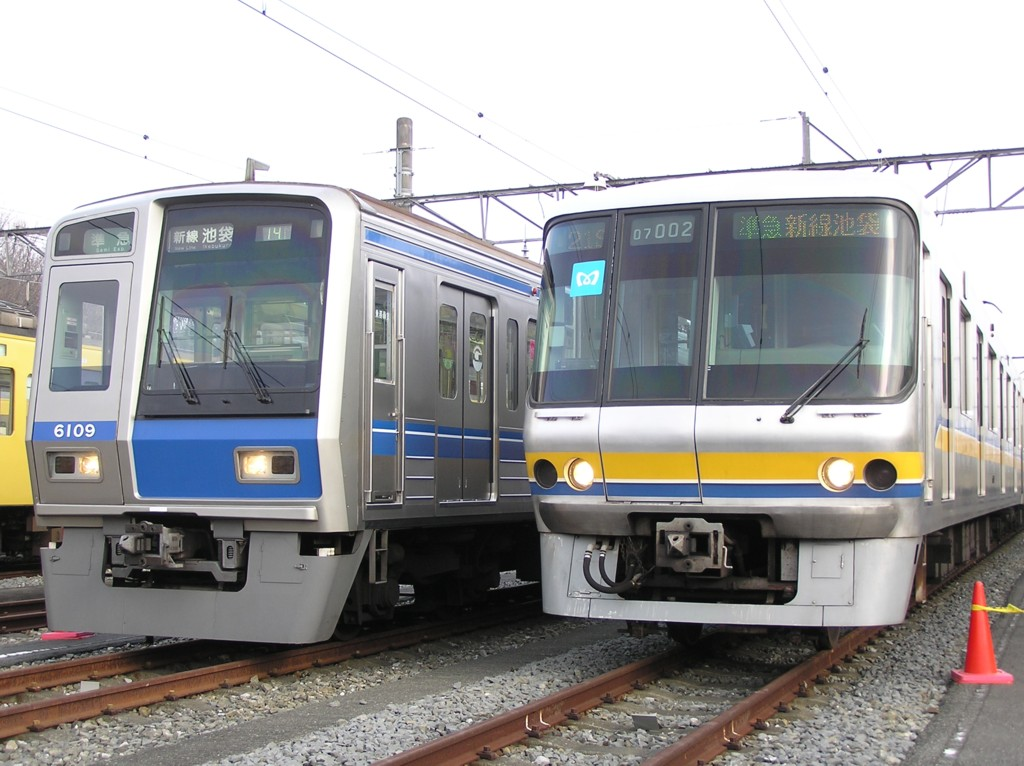
신선 이케부쿠로 행 열차(도쿄 지하철 07계, 세이부 철도 6000계)

1994년 12월 7일에 도쿄 지하철 유라쿠초선 신선(일본어: 東京地下鉄有楽町線新線 도쿄치카테쓰유라쿠초센신센[*])이 개통되었다. 개통 당시 운행 구간은 고타케무카이하라 역에서 이케부쿠로역(신선 이케부쿠로 역)까지였으며, 노선 명칭을 부를 때는 유라쿠초 신선, 또는 신선이라고 줄여서 불렀다.
열차 운행 방식은 신선 이케부쿠로 역에서 출발하여, 유라쿠초 선의 와코 시까지 운행하거나, 도조 선과 직결 운행하여 시키까지 운행하기도 하였고, 세이부 유라쿠초 선 및 세이부 이케부쿠로 선과 직결 운행하여 기요세 역 및 고테사시 역까지 운행하기도 하였다.
이케부쿠로역의 경우 유라쿠초 선과 구분을 위해 “신선 이케부쿠로 역”, 또는 “이케부쿠로 역(신선)”이라고 칭했다. 고타케무카이하라 역과 이케부쿠로 역 구간에 중간 정차역은 없었다.
역 번호 및 기호는 유라쿠초 선과 동일하게 'Y-번호'로 표기했다. 예를 들어 유라쿠초 선 이케부쿠로역의 기호가 Y-09일 때, 신선 이케부쿠로 역의 기호도 Y-09이었다.
이러한 방식으로 운행하다가 2008년 6월 14일에 이케부쿠로 역에서 시부야 역까지 개통하고, 센카와 역, 가나메초 역이 영업을 개시함으로써 지금의 형태로 운행을 시작하였다.

## 차량

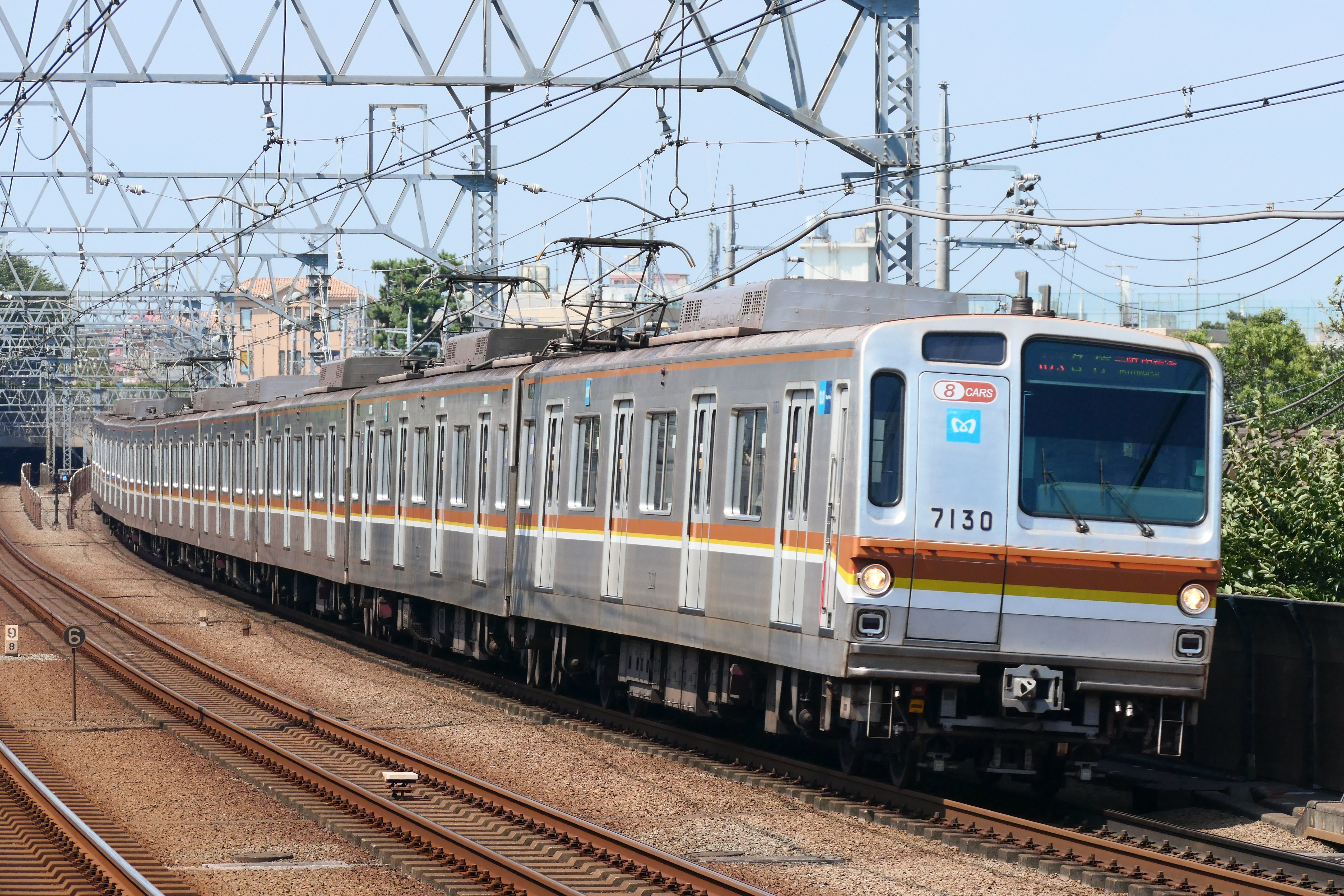
7000계
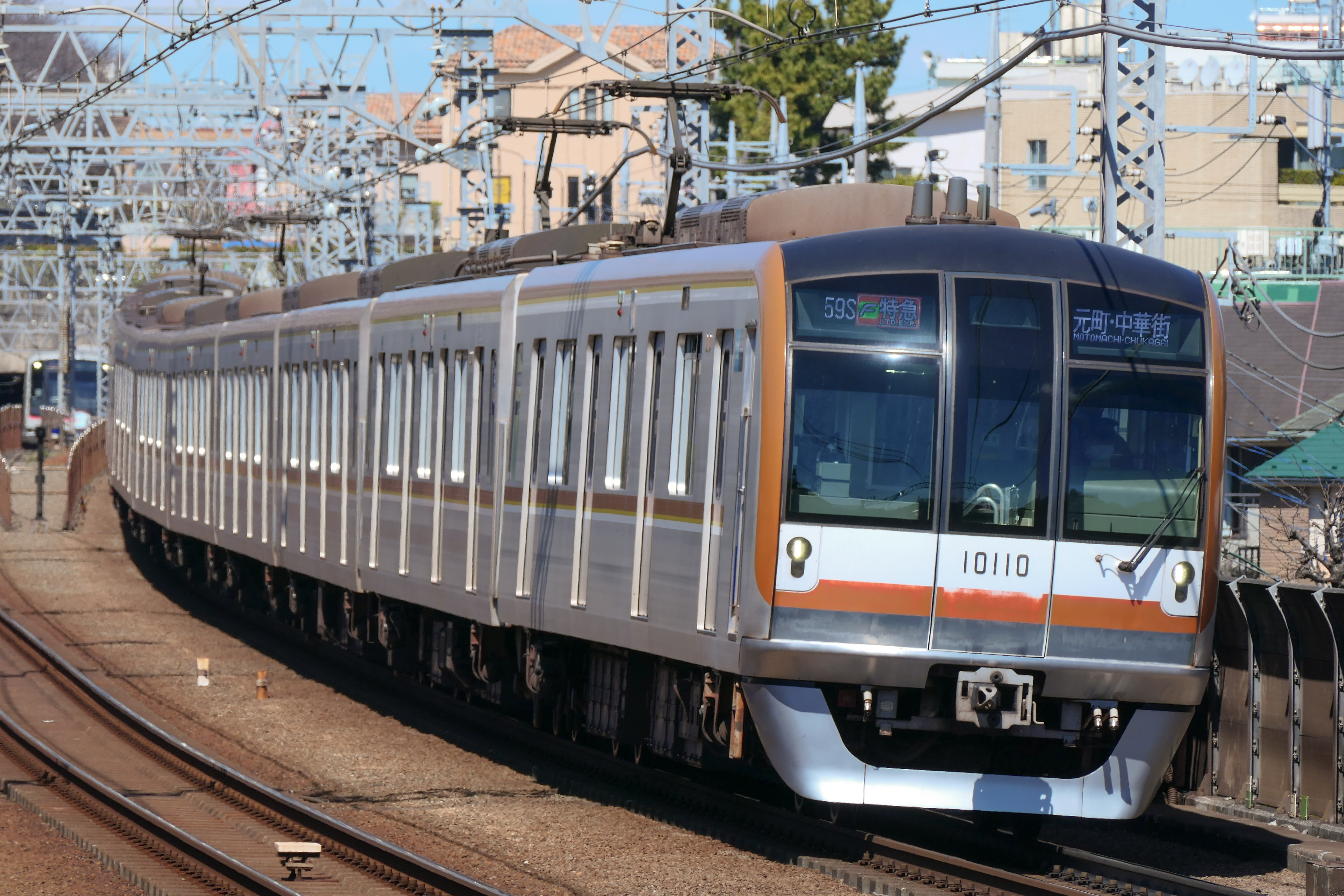
10000계
- 17000계
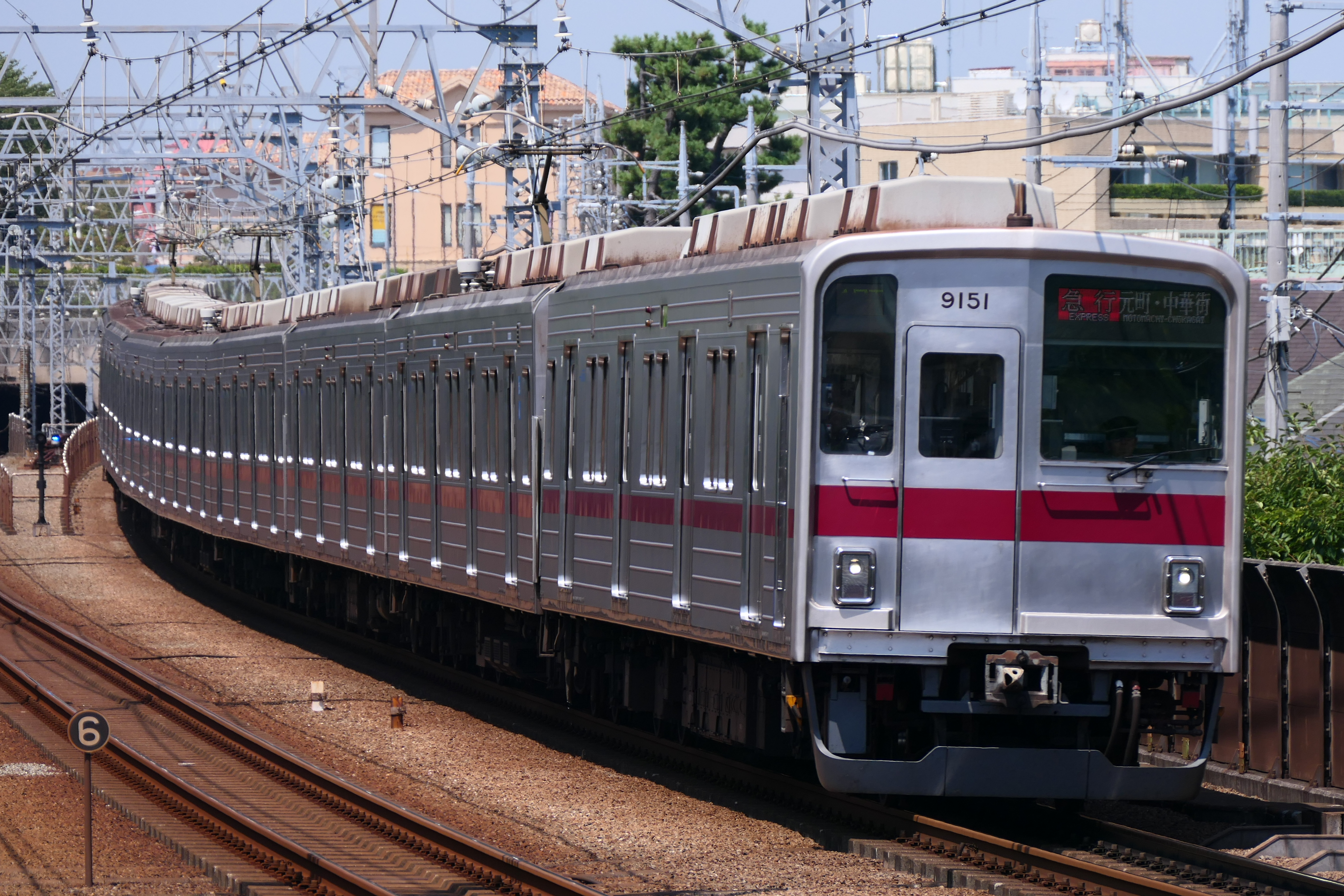
도부 철도 9000계
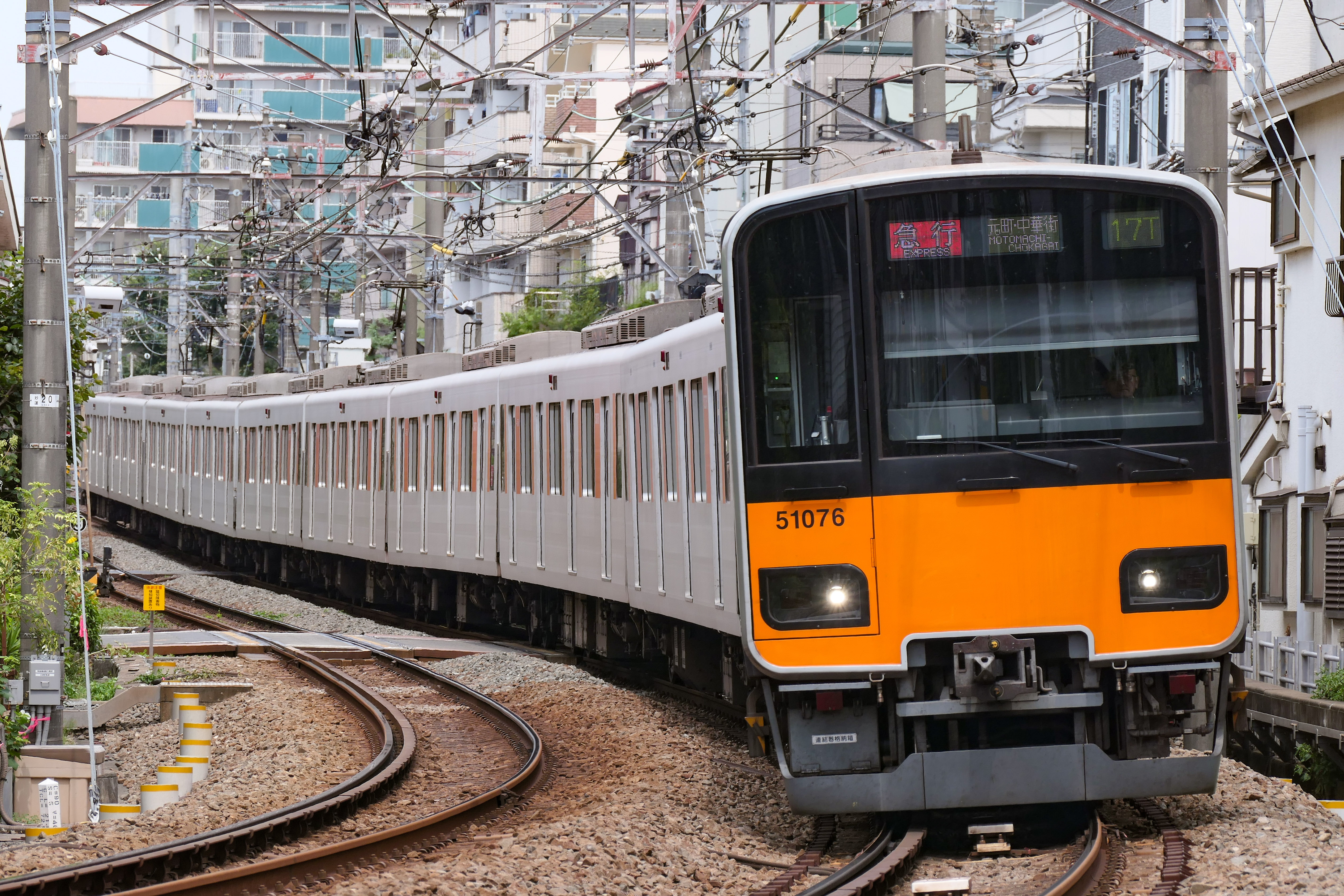
도부 철도 50070계
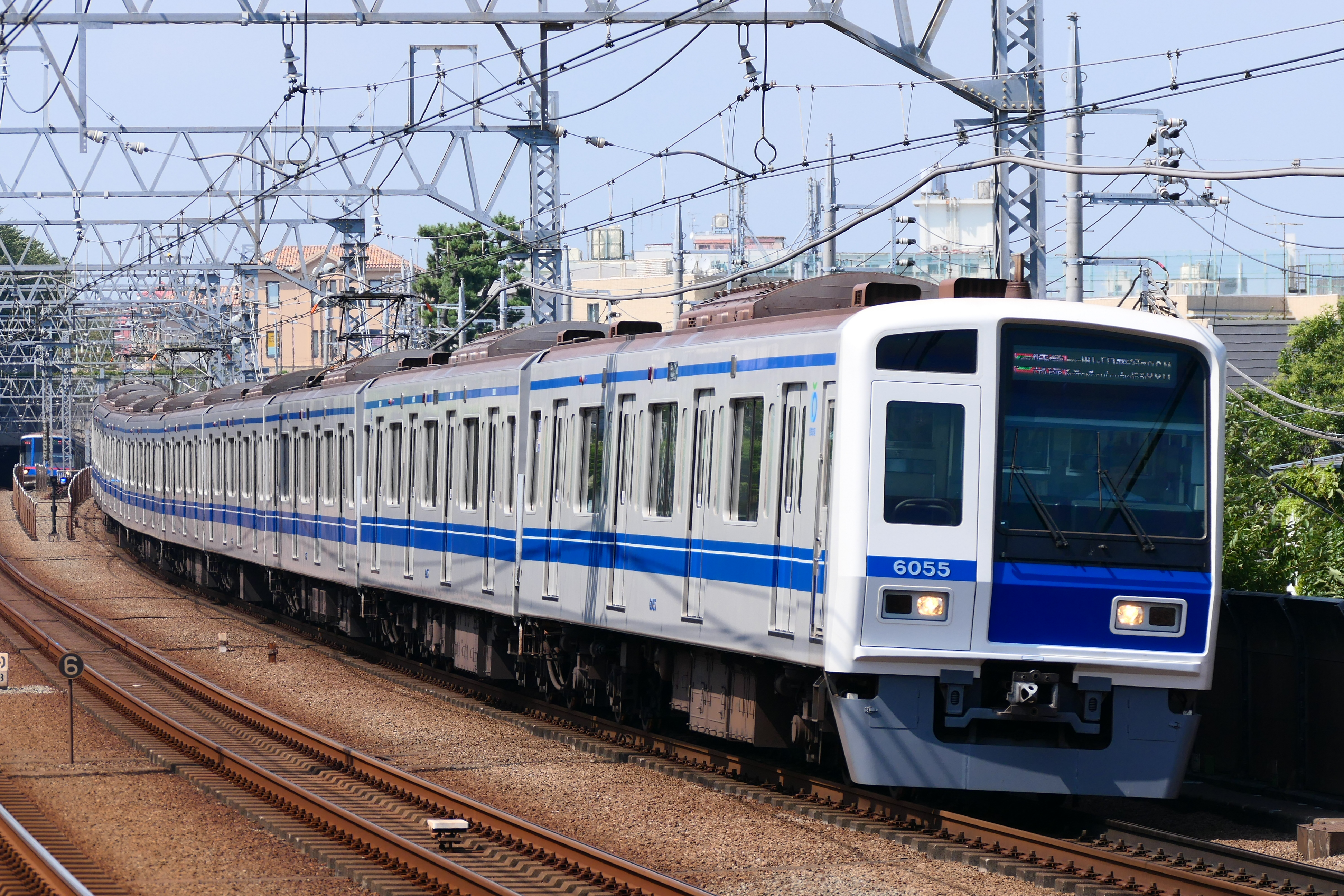
세이부 6000계
- 세이부 40000계
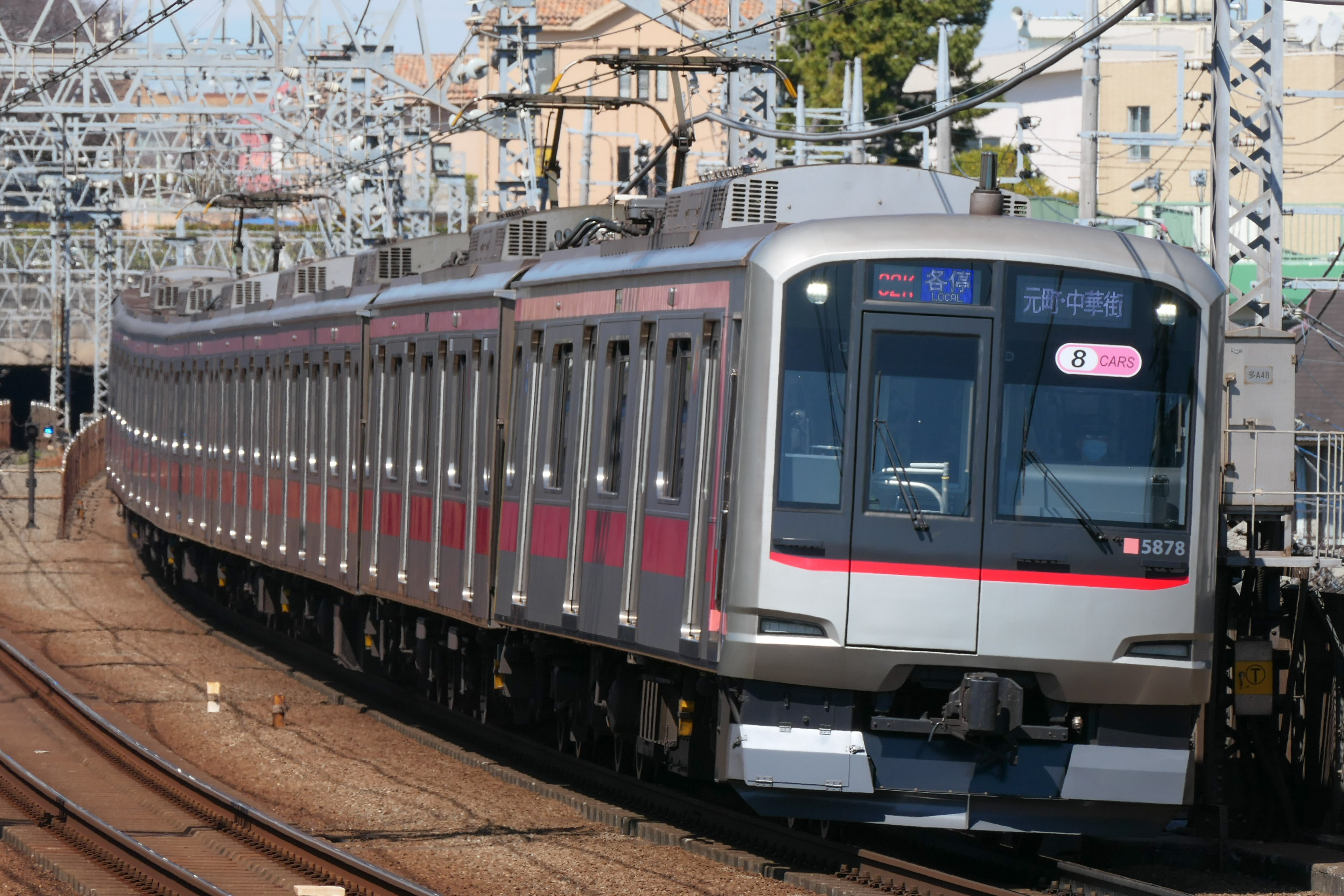
도쿄 급행 전철 5050계
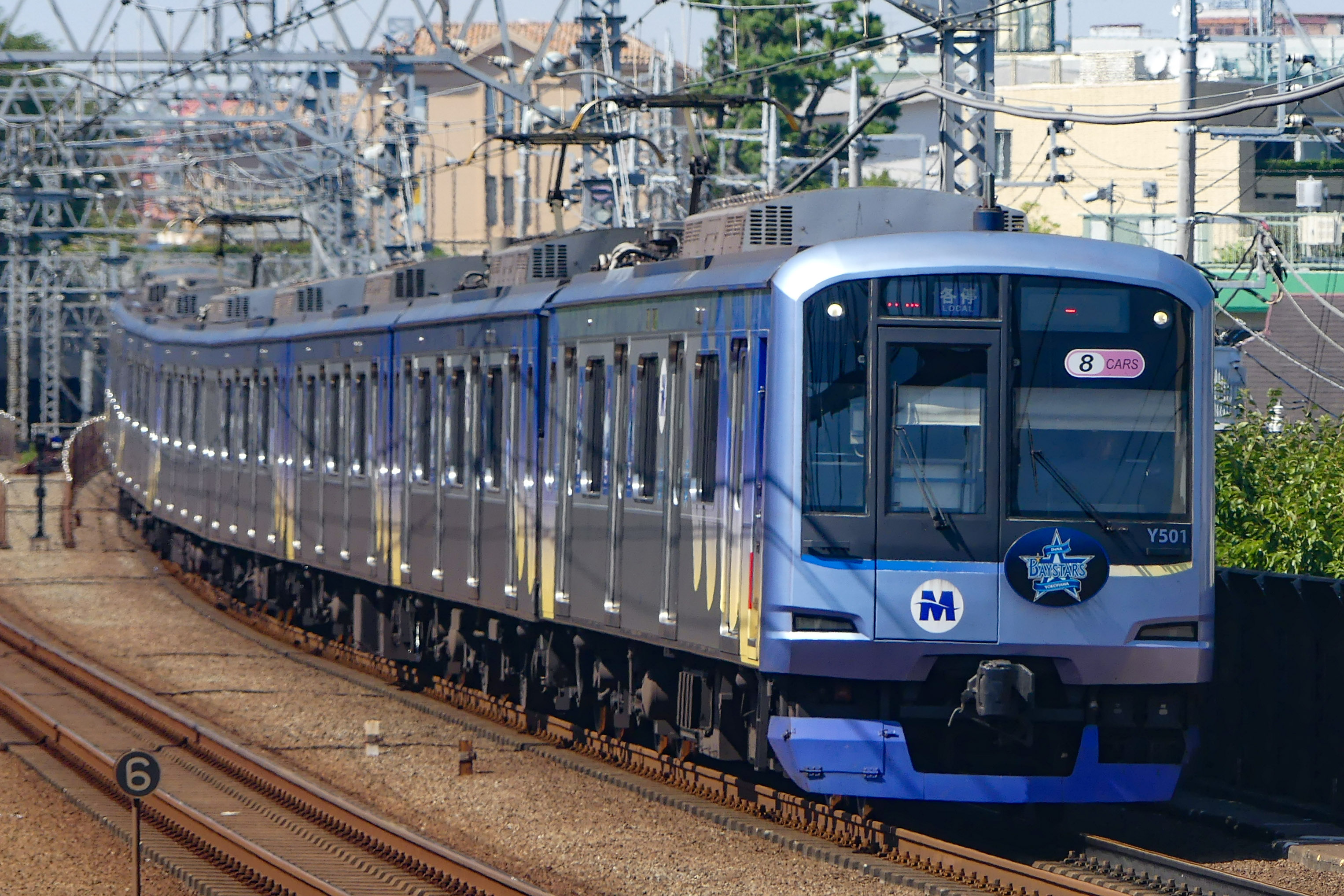
미나토미라이 선 Y500계

- 7000계
- 10000계
- 도부 철도 9000계
- 도부 철도 50070계
- 세이부 철도 6000계
- 도쿄 급행 전철 5050계
- 미나토미라이 선 Y500계

## 역 목록
- 통 : 통근급행 정차역, 급 : 급행 정차역, F : F라이너 정차역, S : S-train 정차역
- ●：정차역, ｜：무정차 통과역
- ○ 도쿄 메트로 유라쿠초선 노선색으로 표시된 구간(와코시-고타케무카이하라)은 도쿄 메트로 유라쿠초선과 선로를 공유하여 운행하며, 센카와역, 가나메초역, 이케부쿠로역은 도쿄 메트로 유라쿠초선과 다른 선로를 사용한다.
- 급행 열차는 토, 휴일에 메이지진구마에 역에 정차한다.

| 역 번호 | 역명                      | 일어 역명         | 통 급 | 급 행 | F  | S  | 접속 노선 | 역간 거리 | 누적 거리 | 소재지            | 소재지            |
| ------- | ------------------------- | ----------------- | ----- | ----- | -- | -- | --- | --------- | --------- | ----------------- | ----------------- |
| F-01    | 와코시                    | 和光市            | ●     | ●     | ●  |    | 유라쿠초 선 (Y-01, 공용) 도부 철도 도조 본선 (TJ-11, 직결 운행) |           | 0.0       | 사이타마현 와코시 | 사이타마현 와코시 |
| F-02    | 지카테쓰나리마스          | 地下鉄成増        | ●     | ｜    | ｜ |    | 2.2 | 2.2       | 도 쿄 도  | 이타바시구        |                   |
| F-03    | 지카테쓰아카쓰카          | 地下鉄赤塚        | ●     | ｜    | ｜ |    | 1.4 | 3.6       | 도 쿄 도  | 네리마구          |                   |
| F-04    | 헤이와다이                | 平和台            | ●     | ｜    | ｜ |    | 1.8 | 5.4       | 도 쿄 도  | 네리마구          |                   |
| F-05    | 히카와다이                | 氷川台            | ●     | ｜    | ｜ |    | 1.4 | 6.8       | 도 쿄 도  | 네리마구          |                   |
| F-06    | 고타케무카이하라          | 小竹向原          | ●     | ●     | ●  | ｜ | 세이부 철도 유라쿠초 선 (SI 37, 직결 운행) 유라쿠초 선 (Y-06, 공용) | 1.5       | 도 쿄 도  | 네리마구          | 8.3               |
| F-07    | 센카와                    | 千川              | ｜    | ｜    | ｜ | ｜ | 유라쿠초 선 (Y-07) | 1.0       | 도 쿄 도  | 9.3               | 도시마구          |
| F-08    | 가나메초                  | 要町              | ｜    | ｜    | ｜ | ｜ | 유라쿠초 선 (Y-08) | 1.1       | 도 쿄 도  | 10.4              | 도시마구          |
| F-09    | 이케부쿠로                | 池袋              | ●     | ●     | ●  | ●  | 마루노우치 선 (M-25) 유라쿠초 선 (Y-09) 야마노테 선 (JY 13) 사이쿄 선 (JA 12) 쇼난 신주쿠 라인 (JS 21) 세이부 철도 이케부쿠로 선 (SI 01) 도부 철도 도조 본선 (TJ-01)                                            | 0.9       | 도 쿄 도  | 11.3              | 도시마구          |
| F-10    | 조시가야                  | 雑司が谷          | ｜    | ｜    | ｜ | ｜ | 아라카와 선 (기시보진마에 정류장, SA 27) | 1.8       | 도 쿄 도  | 13.1              | 도시마구          |
| F-11    | 니시와세다                | 西早稲田          | ｜    | ｜    | ｜ | ｜ | | 1.5       | 도 쿄 도  | 14.6              | 신주쿠구          |
| F-12    | 히가시신주쿠              | 東新宿            | ｜    | ｜    | ｜ | ｜ | 오에도 선 (E-02) | 0.9       | 도 쿄 도  | 15.5              | 신주쿠구          |
| F-13    | 신주쿠 3초메              | 新宿三丁目        | ●     | ●     | ●  | ●  | 마루노우치 선 (M-09) 신주쿠 선 (S-02) | 1.1       | 도 쿄 도  | 16.6              | 신주쿠구          |
| F-14    | 기타산도                  | 北参道            | ｜    | ｜    | ｜ | ｜ | | 1.4       | 도 쿄 도  | 18.0              | 시부야구          |
| F-15    | 메이지진구마에 (하라주쿠) | 明治神宮前 (原宿) | ｜    | ●     | ●  | ｜ | 지요다 선 (C-03) 야마노테 선 (하라주쿠역, JY 19) | 1.2       | 도 쿄 도  | 19.2              | 시부야구          |
| F-16    | 시부야                    | 渋谷              | ●     | ●     | ●  | ●  | 도쿄 급행 전철 도요코 선 (TY 01, 직결 운행) 도쿄 급행 전철 덴엔토시 선 (DT 01) 긴자 선 (G-01) 한조몬 선 (Z-01) 야마노테 선 (JY 20) 사이쿄 선 (JA 10) 쇼난 신주쿠 라인 (JS 19) 게이오 전철 이노카시라 선 (IN 01) | 1.0       | 도 쿄 도  | 20.2              | 시부야구          |